# Andreas Christensen
Andreas Christensen (* 10. dubna 1996 Lillerød) je dánský profesionální fotbalista, který hraje na pozici středního obránce za španělský klub FC Barcelona a za dánský národní tým.

## Klubová kariéra

### Chelsea
V mládí hrál za dánský klub Brøndby IF z Kodaně. V roce 2012 přestoupil do Chelsea FC, kde se v roce 2014 dostal do A-týmu. V A–týmu debutoval 28. listopadu 2014 v Ligovém poháru proti Shrewsbury Town (výhra 2:1, 90 minut).
V březnu 2015 vyhrál s Chelsea Football League Cup. 13. dubna 2015 vyhrál s Chelsea U19 UEFA Youth League 2014/15. Christensen v UEFA Youth League 2014/15 odehrál ve všech zápasech plný počet minut (celkově 900 minut).
V Premier League debutoval 24. 5. 2015 ve 38. kole proti Sunderlandu, když v 78. minutě vystřídal Mikela (výhra 3:1, 12 minut, Chelsea vyhrála ligový titul).

#### Borussia Mönchengladbach (hostování)
10. července 2015 odešel na dlouhodobé hostování do německého bundesligového týmu Borussia Mönchengladbach. Debutoval 15. srpna 2015 proti Borussii Dortmund (prohra 0:4, Andreas odehrál celý zápas). 5. února 2016 vstřelil v zápase proti Werderu 2 góly (výhra 5:1, 90 minut). Na konci sezóny 2015/16 byl vyhlášen hráčem sezóny Borusiie.

## Reprezentační kariéra
Hrál za dánské reprezentační výběry od kategorie U16.

Zúčastnil se Mistrovství Evropy hráčů do 21 let 2015 konaného v Praze, Olomouci a Uherském Hradišti, kde byli mladí Dánové vyřazeni v semifinále po porážce 1:4 ve skandinávském derby pozdějším vítězem Švédskem.
V A-týmu Dánska debutoval 8. 6. 2015 v přátelském utkání ve Viborgu proti týmu Černé Hory (výhra 2:1).